# Letteratura slovena
La letteratura slovena ha inizio con i Monumenti di Frisinga, o Manoscritti di Frisinga (in sloveno: Brižinski spomeniki), databili intorno all'anno 1000.

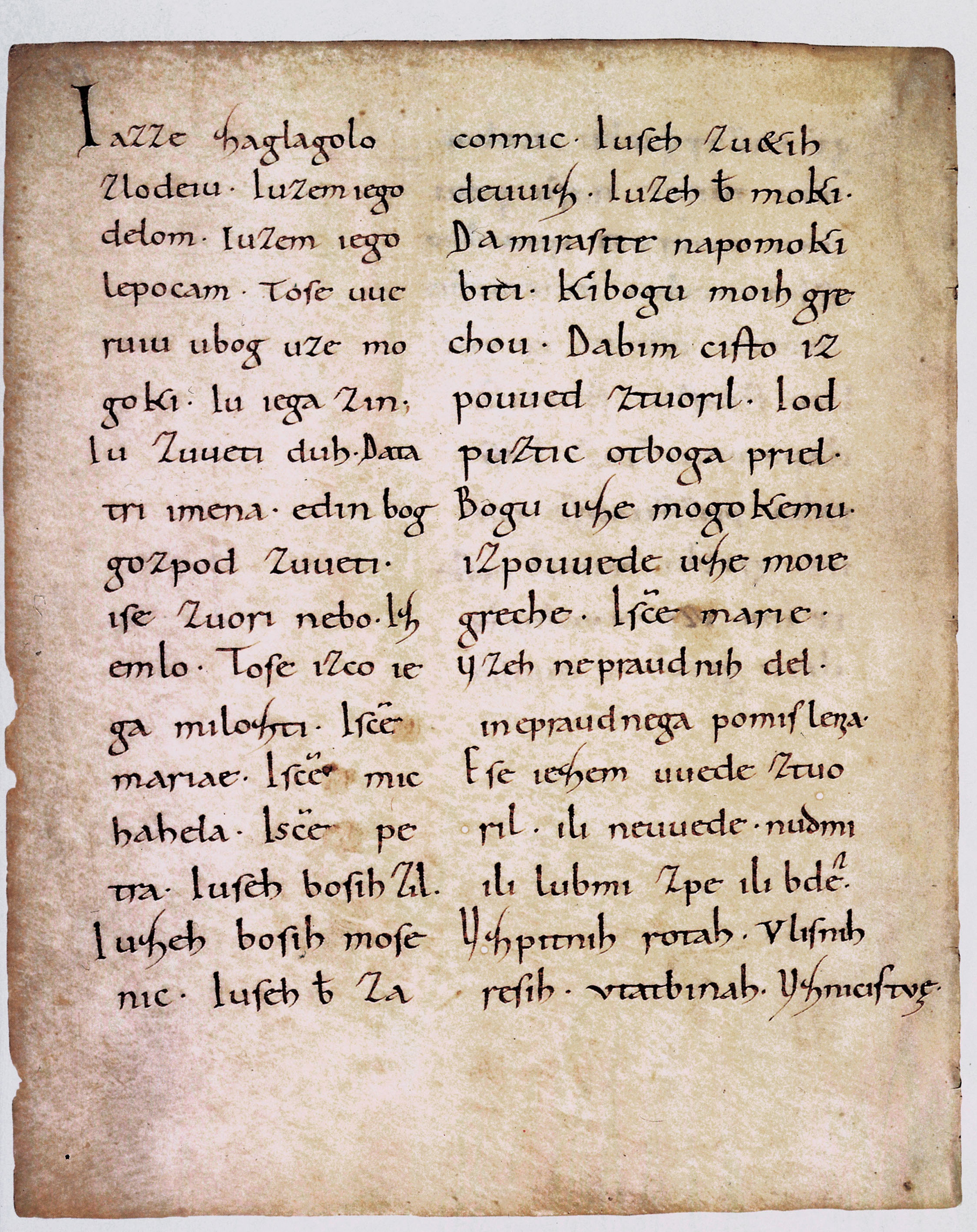
I manoscritti di Frisinga / Brižinski spomeniki

Viene suddivisa in:

## Pismenstvo (500—1550)
- Monumenti di Frisinga, o Manoscritti di Frisinga (in sloveno: Brižinski spomeniki) (dopo il 972 — al più tardi 1039)
- Celovški rokopis
- Stiški rokopis (dopo il 1411 – prima del 1436)
- Starogorski rokopis

## Riforma (1550—1600)
- Primož Trubar (1508–1586)
- Adam Bohorič (circa 1520–1598)
- Sebastijan Krelj (1538–1567)
- Jurij Dalmatin (circa 1547–1589)

## Controriforma (1600—1630)
- Tomaž Hren (1560–1630)
- Janez Čandek (1581–1624)

## Barocco (1630—1750)
- Janez Svetokriški (1647–1714)
- Janez Vajkard Valvasor (1641–1693)
- Romuald Štandreški (1676–1748)

## Illuminismo (1750—1819)
- Žiga Zois (1747–1819)
- Anton Tomaž Linhart (1756–1795)
- Valentin Vodnik (1758–1819)
- Štefan Küzmič (1723–1779)
- Marko Pohlin (1735–1801)
- Mikloš Küzmič (1737–1804)
- Jurij Japelj (1744–1807)
- Jožef Košič (1788–1867)

## Romanticismo (1819—1849)
- Jernej Kopitar (1780–1844)
- Janez Cigler (1792–1867)
- Miha Kastelic (1796–1868)
- Matija Čop (1797–1835)
- Jovan Vesel Koseski (1798–1884)
- France Prešeren (1800–1849)
- Anton Martin Slomšek (1800–1862)
- Janez Bleiweis (1808–1881)
- Andrej Smole (1800–1840)
- Stanko Vraz (1810–1851)

## Realismo (1848—1899)
- Janez Trdina (1830–1905)
- Fran Levstik (1831–1887)
- Josipina Turnograjska (1833–1854)
- Simon Jenko (1835–1869)
- Josip Jurčič (1844–1881)
- Josip Stritar (1836–1923)
- Janko Kersnik (1852–1897)
- Simon Gregorčič (1844–1906)
- Anton Aškerc (1856–1912)
- Ivan Tavčar (1851–1923)
- Fran Erjavec (1834–1887)
- Fran Celestin(1843–1895)
- Fran Maselj-Podlimbarski (1852-1917)
- Fran Detela (1850–1926)

## Moderna (1899—1918)
- Dragotin Kette (1876–1899)
- Josip Murn Aleksandrov (1879–1901)
- Oton Župančič (1878–1949)
- Ivan Cankar (1876–1918)
- Alojz Kraigher (1877-1959)
- Avgust Pavel (1886–1946)
- Janez Mencinger (1838-1912)
- Franc Ksaver Meško (1874-1964)

Sopotniki moderne
- Alojz Gradnik (1882–1967)
- Izidor Cankar (1886–1958)

## Letteratura tra le due guerre (1918—1941)
Espressionismo e slovenske zgodovinske avantgarde (1918—1930)
- Anton Podbevšek (1898–1981)
- Srečko Kosovel (1904–1926)
- Miran Jarc (1900–1942)
- Božo Vodušek (1905–1978)
- Ivan Pregelj (1883–1960)
- Slavko Grum (1901–1949)
- Anton Vodnik (1901–1965)

Realismo sociale (1930–1941)
- France Bevk (1890–1970)
- Mile Klopčič (1905–1984)
- Ciril Kosmač (1910–1980)
- Miško Kranjec (1908–1983)
- Bratko Kreft (1905–1996)
- Tone Seliškar (1900–1969)
- Prežihov Voranc (1893–1950)

- Vladimir Bartol (1903–1967)
- Fran Saleški Finžgar (1871–1962)
- Janez Jalen (1981-1966)

## Antichi scrittori e letterati sloveni carinziani

### Antichi
- Matija Ahacel - (1779–1845)
- Miha Andreaš - (1762–1821)
- Ožbalt Gutsman - (1727–1790)
- Urban Jarnik -  (1784–1844)
- France Leder – Lisičjak - (1833–1908)
- Jožef Stefan – (1835–1893)
- Andrej Šuster Drabosnjak - ljudski pesnik in bukovnik (1768–1825)

### Generazione tra le due guerre
- Fran Eller - (1873–1956)
- Milka Hartman - (1902–1997)
- Mimi Malenšek - (1919–2012)

## Letteratura durante la guerra (1941—1945)
- Matej Bor (1913–1993)
- France Kunstelj (1914-1945)
- Tone Polda (1917-1945)
- France Balantič (1921–1943)
- Karel Destovnik – Kajuh (1922–1944)
- Ivan Hribovšek (1923–1945)

## Letteratura dopo la Seconda Guerra Mondiale (1945—oggi)
- Poeti

Karel Vladimir Truhlar (1912-1977)
Jože Udovič (1912-1986)
Karel Mauser (1918-1977)
Ivan Minatti (1924–2012)
Ivan Korošec (1924–2015)
Ciril Zlobec (1925–2018)
Tone Pavček (1928–2011)
Janez Menart (1929–2004)
Kajetan Kovič (1931–2014)
Lojze Krakar (1926–1995)
Dane Zajc (1929–2005)
Gregor Strniša (1930–1987)
Veno Taufer (1933–)
Saša Vegri (1934–2011)
Miroslav Košuta (1936–)
Guglielmo Cerno (1937–2017)
Svetlana Makarovič (1939–)
Niko Grafenauer (1940–)
Tomaž Šalamun (1941–2014)
Marko Kravos (1943–)
Iztok Geister (1945–)
Milan Dekleva (1946–)
Ivo Svetina (1948–)
Milan Jesih (1950–)
Boris A. Novak (1953–)
Aleš Debeljak (1961–2016)
Maja Vidmar (1961–)
Klara Filipič (1988–)
- Scrittori

Boris Pahor (1913–2022)
Vitomil Zupan (1914–1987)
Alojz Rebula (1924–2018)
Nada Gaborovič (1924–2006)
Ivan Korošec (1924–2015)
Andrej Hieng (1925–2000)
Lojze Kovačič (1928–2004)
France Pibernik (1928-)
Marjan Rožanc (1930–1990)
Pavle Zidar (1932–1992)
Peter Božič (1932–2009)
Rudi Šeligo (1935–2004)
Florjan Lipuš (1937–)
Bogdan Novak (1944–)
Mate Dolenc (1945–)
Tomaž Ogris (1946–)
Drago Jančar (1948–)
Vlado Žabot (1958–)
Igor Karlovšek (1958–)
Feri Lainšček (1959–)
Miha Mazzini (1961–)
Jani Virk (1962–)
Andrej Blatnik (1963–)
Sebastijan Pregelj (1970–)
Goran Vojnović (1980–)
Nataša Kramberger (1983-) prima scrittrice slovena ad aggiudicarsi il Premio letterario dell'Unione europea,nel 2010, col romanzo Nebesa v robidah: roman v zgodbah
Nejc Gazvoda (1985–)
- drammaturghi

Dominik Smole (1929–1992)
Tone Partljič (1940–)
Drago Jančar (1948–)
- letteratura per ragazzi

Branka Jurca (1914—1999)
Miha Mate (1945—)
Vitan Mal (1946—)
Anton Ingolič (1907—1992)
Tra il XX e il XXI secolo si afferma inoltre, in particolare nel campo dei fumetti, la figura di Miki Muster.

## Scrittori contemporanei sloveni carinziani
- Martin Dovjak (nato nel 1970 a Sele)
- Janko Ferk – (1958)
- Verena Gotthardt (1996)
- Vincenc Gotthardt
- Anton Haderlap (1930, Lepena)
- Karla Haderlap (1938, Remšenik)
- Maja Haderlap (1961)
- Fabjan Hafner (1966-2016)
- Mili Hrobat (1944, Sele)
- Gustav Januš (1939, Sele)
- Ivana Kampuš  (1947, Tešinja presso Šentjakob v Rožu)
- Rezka Kanzian  (1969, Rožek)
- Ivan Klarič (1953, Kočevje)
- Andrej Kokot - (1936–2012)
- Anton Kuchling - (1969)
- Martin Kuchling  (1970, Klagenfurt)
- Lenčka Kupper  (1938, Bognart na Bistrica pri Pliberku)
- Niko Kupper  (1966, Klagenfurt)
- Cvetka Lipuš - (1966)
- Florjan Lipuš – (1937)
- Franc Merkač (1954, Šmihel pri Pliberku)
- Janko Messner – (1921)
- Tomaž Ogris - (1946, Kozje presso Radiš)
- Jani Oswald  (1957)
- Vinko Ošlak - (1947, Slovenj Gradec)
- Jozi Pasterk  (1935, Železni Kapli)
- Erik Prunč – (1941)
- Bojan-Ilija Schnabl (1965)
- Karel Smolle
- Dominik Srienc  (1984, Potok na Koroškem)
- Janez Strutz – (1949)
- Jozej Struc (1952)
- Štefka Vavti
- Stanko Wakounig (1946, Železna Kapla-Bela)
- Tim O. Wüster